# Eikelkleurige cymus
De eikelkleurige cymus (Cymus glandicolor) is een wants uit de onderfamilie Cyminae en uit de familie bodemwantsen (Lygaeidae).
De onderfamilie Cyminae wordt ook weleens gezien als een zelfstandige familie Cymidae in een superfamilie Lygaeoidea. Lygaeidae is conform de indeling van bijvoorbeeld het Nederlands Soortenregister.

## Uiterlijk
Het is een lichte geelbruine wants. De wants is 3,7 – 5,1 mm lang. Het onderscheid met de drie andere soorten uit dit genus is niet eenvoudig. Cymus claviculus kan worden herkend aan de bleke kiel op het schildje (scutellum) en donkere markeringen in het midden op voorvleugels, die ongeveer parallel lopen met de rand van de voorvleugel. De schenen zijn meestal licht gekleurd. De vleugels zijn geheel gestippeld (gepuncteerd).

## Verspreiding en habitat
De soort is wijdverspreid in Europa van het Middellandse Zeegebied tot in Scandinavië en verder naar het oosten in Siberië, China en Japan. Hij komt voor in zowel vochtige als zeer droge leefgebieden, zoals de duinen.

## Leefwijze
Deze wantsen leven op verschillende planten uit de cypergrassenfamilie (Cyperaceae). In de duinen is dat vooral op zandzegge (Carex arenaria). Veel zeldzamer zijn ze op planten uit de russenfamilie (Juncaceae). Winterslaap vindt plaats als imago. Er kunnen overwinterende wantsen in de droge strooisellaag van loofbossen worden gevonden.